# AZAL PFK Bakou
Maillots
Actualités
Le AZAL PFK Bakou (en azéri : AZAL Peşəkar Futbol Klubu) est un club azerbaïdjanais de football fondé en 1996 et basé à Bakou, la capitale du pays.

## Historique
- 1996 : fondation du club sous le nom de FK Olimpik Bakou
- 2009 : renommage en Olimpik-Shuvalan PFK Bakou
- 2010 : renommage en AZAL PFK Bakou

## Palmarès
| Compétitions nationales                                  |
| -------------------------------------------------------- |
| - Championnat d'Azerbaïdjan : - Vice-champion : 2007-08. |

## Historique du logo
|                           |                                    |                          |  |  |
| Olimpik Bakou (1996-2009) | Olimpik-Shuvalan Bakou (2009-2010) | AZAL Bakou (depuis 2010) |  |  |
|                           |                                    |                          |  |  |